# Steven Thompson
Steven Thompson est un footballeur professionnel écossais.

## Coupes d'Europe

### Ligue des Champions
Glasgow Rangers 
- Saison 2003/04 : 2 matchs.
- Saison 2004/05 : 2 matchs / 1 but.
- Saison 2005/06 : 2 matchs.

### Coupe UEFA
Glasgow Rangers
- Saison 2004/05 : 2 matchs / 1 but.

## International
- Qualifications Euro 2004 : 5 matchs.
- Matchs amicaux : 11 matchs / 3 buts